# Station Severn Tunnel Junction
Severn Tunnel Junction is een spoorwegstation van National Rail bij Rogiet in Monmouthshire in Wales. Het ligt aan de westelijke ingang van de Severn Tunnel waar de South Wales Main Line uit Londen en de Gloucester to Newport Line samenkomen.
Het station is eigendom van Network Rail en wordt beheerd door Transport for Wales.